# Bhoksing
Bhoksing (en népalais : भोक्सिङ) est un comité de développement villageois du Népal situé dans le district de Parbat. Au recensement de 2011, il comptait 891 habitants.